# Voetbalkampioenschap van Wezer-Jade 1930/31
In 1930/31 werd het achtste voetbalkampioenschap van Wezer-Jade gespeeld, dat georganiseerd werd door de Noord-Duitse voetbalbond. 
Bremer SV 06 werd kampioen en plaatste zich voor de Noord-Duitse eindronde. Als vicekampioen was ook Werder Bremen geplaatst. Werder werd in de eerste ronde verslagen door Altonaer FC 1893. SV 06 versloeg Borussia Gaarden en Union 03 Altona en plaatste zich voor de groepsfase, waar ze laatste werden.

## Oberliga
| Plaats | Club                        | Wed. | W  | G | V | Saldo | Ptn   |
| ------ | --------------------------- | ---- | -- | - | - | ----- | ----- |
| 1.     | Bremer SV 06                | 14   | 10 | 2 | 2 | 51:24 | 22:6  |
| 2.     | SV Werder Bremen            | 14   | 8  | 2 | 4 | 41:21 | 18:10 |
| 3.     | VfB Komet 1896 Bremen       | 14   | 6  | 4 | 4 | 30:29 | 16:12 |
| 4.     | Bremer BV Union 1901        | 14   | 6  | 3 | 5 | 37:33 | 15:13 |
| 5.     | VfL Schutzpolizei Bremen    | 14   | 5  | 3 | 6 | 36:46 | 13:15 |
| 6.     | Sportfreunde 1885/91 Bremen | 14   | 4  | 3 | 7 | 21:29 | 11:17 |
| 7.     | FC SuS 1900 Delmenhorst     | 14   | 3  | 3 | 8 | 21:32 | 9:19  |
| 8.     | VfL Germania Leer           | 14   | 3  | 2 | 9 | 24:47 | 8:20  |

|  | Kampioen, geplaatst voor Noord-Duitse eindronde |
|  | Geplaatst voor Noord-Duitse eindronde           |